# 西班牙美洲

西班牙美洲（西班牙語：Hispanoamérica）是一个人文地理学概念，通常是指使用西班牙语的所有美洲国家和地区的总称，它们曾经都是西班牙的殖民地，属于西班牙殖民帝国的一部分，并且在各方面、尤其是在文化方面深受原宗主国西班牙的影响，例如它们的官方语言都是西班牙语，主要宗教都是天主教。
也有另外一种把西班牙语美洲的概念扩展的说法，认为与上述狭义的西班牙语美洲国家和地区相似的国家，包括西班牙在内，都属于广义的西班牙语美洲范畴。
但一般不把英文為官方語言的伯利兹和美国南部等国家和地区归为西班牙语美洲。

## 词源和概述
西班牙语美洲的西班牙语形式一词中的指美洲，则是西班牙语的前缀，现在表示“西班牙的、西班牙语的、西班牙人的”，而最初只表示“伊比利亚半岛的”，来源于拉丁语中的，最早是古罗马人征服伊比利亚半岛后为该被征服地区所起的名字，作为一个行省。后来西班牙建国后就以之为名，转化为现在西班牙语中的国名，而拉丁语国名仍为。由于伊比利亚半岛中的葡萄牙和安道尔都为独立于西班牙的国家，所以一词的意思尤其在诗歌中逐渐从代指伊比利亚半岛缩小为仅指西班牙。但由于西班牙历来是该半岛最大最强的国家，所以通常在非正式场合仍可以用表示整个伊比利亚半岛，同样的，的意思也可既单指“西班牙的”，也泛指“伊比利亚的”。这种情况类似于英语中的，可代指整个美洲，但在诗歌中一般仅指美国。
但在正式场合中，仅表示西班牙美洲，而不包括不使用西班牙语的原葡萄牙殖民地巴西。而包括巴西在内的西语、葡语美洲则总称伊比利亚美洲。在非正式场合中亦可表示整个伊比利亚美洲，但伊比利亚美洲的西班牙语正式名称为。
作为该地区的原宗主国，西班牙与西班牙语美洲国家有特殊传统关系，把发展与该地区国家的关系作为其外交政策的重点，以西班牙语美洲为主体的整个拉丁美洲是西班牙贷款、投资和对外援助的主要对象。
另外，西班牙与部分西班牙美洲国家还有着同一节日，即“西班牙-美洲日”（10月12日），又称“哥伦布日”，以纪念从西班牙出发的意大利航海家克里斯托弗·哥伦布在1492年的这一天成为欧洲发现美洲大陆的第一人，这一天也是西班牙的国庆节。
西班牙语美洲也是使用西班牙语最多的地区，是西班牙语世界最主要的组成部分，全世界以西班牙语为母语的3亿多人口有2亿多在西班牙语美洲。

## 参见

伊比利亚美洲

## 西班牙语美洲（狭义）国家和地区概况（2006年）
| 国家     | 人口（单位：人） | 面积（单位：平方公里） | 首都             | 政体   | 国体           |
| -------- | ---------------- | ---------------------- | ---------------- | ------ | -------------- |
| 阿根廷   | 38,592,150       | 2,791,810              | 布宜诺斯艾利斯   | 总统制 | 共和制         |
| 玻利维亚 | 9,627,269        | 1,098,581              | 拉巴斯和苏克雷   | 总统制 | 共和制         |
| 智利     | 15,980,912       | 756,950                | 圣地亚哥·德·智利 | 总统制 | 共和制         |
| 哥伦比亚 | 41,460,345       | 1,141,748              | 波哥大           | 总统制 | 共和制         |
|          | 4,016,173        | 51,100                 | 圣何塞           | 总统制 | 共和制         |
| 古巴     | 11,382,820       | 110,860                | 哈瓦那           | 一党制 | 社会主义共和制 |
|          | 8,895,000        | 48,730                 | 圣多明各         | 总统制 | 共和制         |
|          | 13,710,234       | 283,520                | 基多             | 总统制 | 共和制         |
| 薩爾瓦多 | 6,704,932        | 20,041                 | 圣萨尔瓦多       | 总统制 | 共和制         |
|          | 6,974,504        | 112,492                | 特古西加尔巴     | 总统制 | 共和制         |
|          | 14,655,189       | 108,890                | 危地马拉城       | 总统制 | 共和制         |
| 墨西哥   | 116,320,115      | 1,972,550              | 墨西哥城         | 总统制 | 共和制         |
| 尼加拉瓜 | 5,465,100        | 129,494                | 马那瓜           | 总统制 | 共和制         |
| 巴拿马   | 3,140,232        | 78,200                 | 巴拿马城         | 总统制 | 共和制         |
| 巴拉圭   | 6,347,884        | 406,750                | 亚松森           | 总统制 | 共和制         |
| 秘魯     | 27,219,264       | 1,285,216              | 利马             | 总统制 | 共和制         |
| 波多黎各 | 3,916,632        | 9,104                  | 圣胡安           | 总统制 | 共和制         |
| 乌拉圭   | 3,415,920        | 176,220                | 蒙得维的亚       | 总统制 | 共和制         |
| 委內瑞拉 | 27,483,200       | 916,445                | 加拉加斯         | 总统制 | 联邦共和制     |
| 总计     | 365,307,875      | 12,004,512             |                  |        |                |